# أل غوردون (مهندس)
أل غوردون (بالإنجليزية: Al Gordon) هو مهندس أمريكي، ولد في 1903، وتوفي في 26 يناير 1936.